# Wolter Kymmell (1681-1746)
Wolter Kymmel (Meppel, 26 augustus 1681 - Havelte, 18 september 1746) was een Nederlandse schulte en gedeputeerde van Drenthe.

## Leven en werk
Kymmel was een zoon van de uit Duitsland afkomstige ritmeester Georg Rudolf Friedrich Kymmell en de Meppelse Joanna Machteld Sichterman. Kymmel werd op 18-jarige leeftijd in 1699 schulte van het Drentse Rolde. Hij onderbrak zijn bestuurlijke loopbaan in 1706 en werd enkele jaren kapitein in het leger. Hij werd als schulte van Rolde opgevolgd door zijn broer Abraham Rudolph. In 1709 werd hij gedeputeerde van Drenthe. Deze functie vervulde hij tot hij in 1746 in huize Overcinge te Havelte overleed. Overcinge had hij in 1720 gekocht; hij liet de bestaande bebouwing afbreken en bouwde er het thans nog bestaande huize Overcinge.

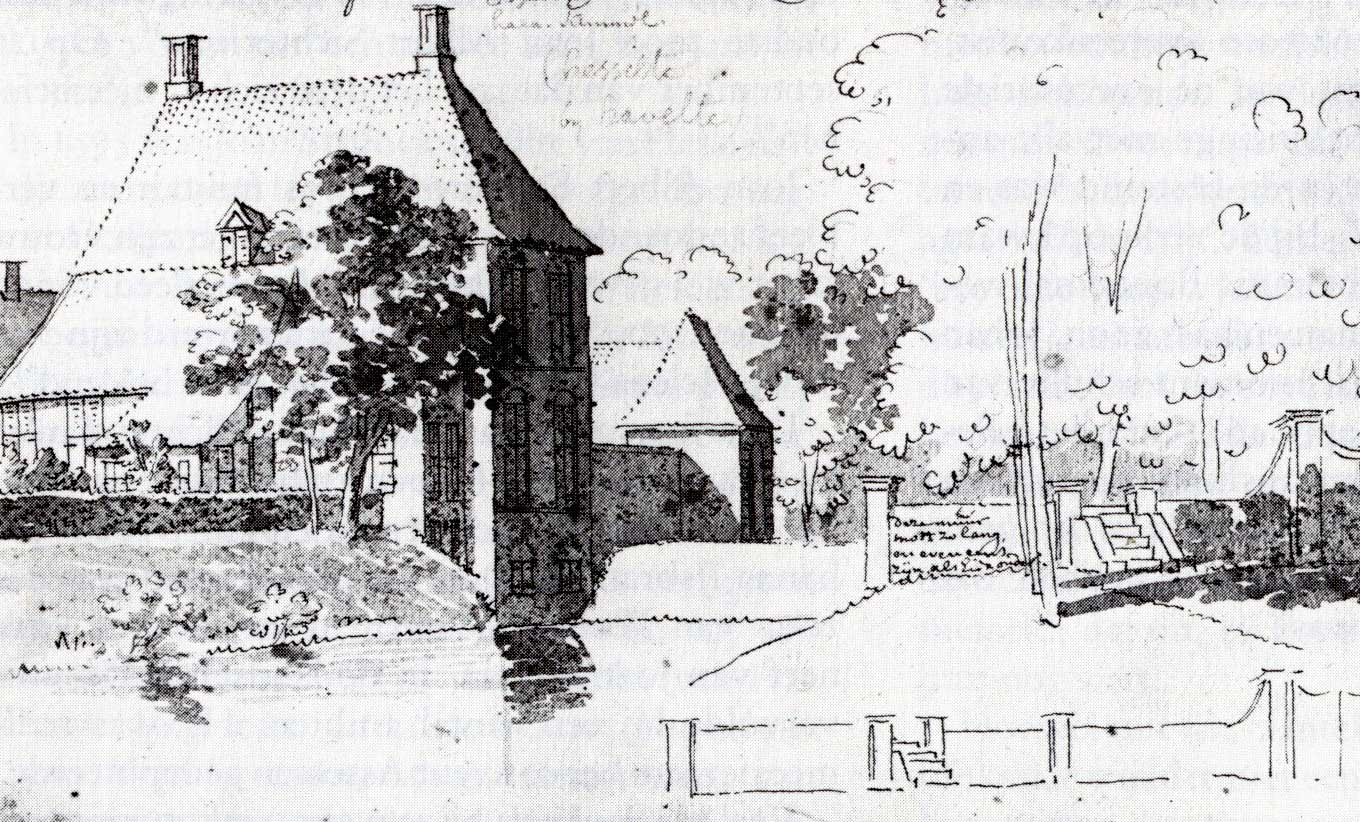
Het door Wolter Kymmell gebouwde huis Overcinge in Havelte, getekend door Cornelis Pronk in 1732

Kymmel trouwde op 15 Juni 1710 te Havelte met Susanna Christina Wilmsonn, dochter van de uit Pruisen afkomstige en in Groningen wonende kapitein Hieronimus Wilmson en Gesina Elizabeth Bockhorst. Uit dit huwelijk werden vijf kinderen geboren. Hun oudste zoon Jan werd landschrijver van Drenthe. Van hem stammen diverse Drentse bestuurders af. Zoon Hieronymus Wolter werd kapitein in het regiment Oranje-Drenthe. Enkele van zijn nakomelingen werden burgemeester van Havelte en bewoonden aldaar het Van Benthemhuis. Hun jongste zoon Abraham Rudolph zou net als zijn vader schulte van Rolde worden.